# 新政治連合
新政治連合（しんせいじれんごう）は、2012年韓国大統領選挙の序盤戦において台風の目となった安哲秀が2014年3月に結成を予定していた新党の結成準備委員会の名称である。

## 沿革
2013年11月28日、安哲秀は新党準備組織として国民と共にする新政治推進委員会（こくみんと　ともにする　しんせいじすいしんいいんかい。韓国語：국민과 함께 새정치 추진위원회。以下、新政治推進委員会）を発足させた。国会内記者会見で、新政治推進委員会の結成理由について「韓国政治に国民の暮らしが見えなくなり、極限の対立だけが続いている。新しい政治勢力が乗り出すしかないという結論に達した」と述べたうえで、理念として「民生の政治」と「暮らしの政治」を掲げ、福祉と平和及び人権を目指すべき政治的価値とした。12月9日には共同委員長4名を選出し、新政治推進委員会の本格的な活動を開始。
新政治推進委員会結成に先立つ、11月10日には新党の地方組織整備に携わる政策ネットワーク「明日」（安哲秀の政策シンクタンクとして5月に結成）の全国実行委員466名も発表され、すでに任命された全羅道地域の実行委員68名も含め、総勢534名が任命された。
1月21日、安は済州で行われた記者会見にて3月までに新党を結成し、6月に行われる全国同時地方選挙に参加する意思を表明。2月に結成準備委委員会を発足させる日程も明らかにした。27日、新党の臨時名称を「新政治新党」（새정치신당）とした。2月16日、国民からの公募を経て「新政治連合」（새정치연합）で党名を確定。翌17日、各界から選任された発起人374人が参加して新政治連合の結党発起人大会が行われ、準備会委員会の最高意思決定機関となる中央運営委員会の委員長に安哲秀が全会一致で選出された。
2014年3月2日、民主党代表の金ハンギルと新政治連合中央運営委員長である安哲秀は6月4日に予定されている全国同時地方選挙前までに新党を結成することで合意した。新党結成方法について当初、新政治連合が正式結党されていないこと、民主党への吸収合併とのイメージを避けたい安陣営に配慮し、民主党と新政治連合の関係者が共同で参加する結党準備団が結成した新党に、民主党と新政治連合が合流する方法を想定していた。しかし、民主党が解散後に新党に入党することを求めた新政治連合に対し、民主党は比例議席の承継や国庫補助金および党財産の整理問題から難色を示し「党対党」の合同を主張、隔たりがあった。5日、新政治連合と民主党一部議員が新党を結成した後で、残りの民主党議員が新党に合流することで双方が合意。新政治連合と民主党の一部が共同発起人として党を結成し、民主党が政党を維持したままで新党に参加する「吸収合党」の方式が採られることになった。
3月16日、民主党との統合新党である新政治民主連合の結党発起人大会が開かれ、中央運営委員長である安哲秀が、民主党代表の金ハンギルと共に創党準備委員会の委員長に選出された。同月25日、新政治連合結党準備委員会の解散と民主党との統合を承認する決議を行い、準備委員会の活動に幕を下ろした。

## 政治的立場と政策
2013年12月9日に行われた新政治推進会議の全体会議において、新党の政治的理念として合理的改革主義を志向する事を表明。14年2月17日の結党発起人大会において採択された結党発起趣旨文では、国による民主的規制と調整を通じた「民主的市民経済」の追求、普遍と選択を戦略的に組み合わせた「『低負担低福祉』社会から『中負担高福祉』社会
」への転換を強調。同時に党の立場として保守と進歩の価値を両方受け入れた、開放的な民主政党を目指すことも強調された。
　

## 党指導部
| 氏名   | 氏名                     | 備考     | ホームページ |
| 漢字名 | ハングル                 | 備考     | ホームページ |
| ------ | ------------------------ | -------- | ------------ |
| 安哲秀 | 안철수（アン・チョルス） | 国会議員 | HP           |

| 氏名   | 氏名                         | 備考                                 | ホームページ |
| 漢字名 | ハングル                     | 備考                                 | ホームページ |
| ------ | ---------------------------- | ------------------------------------ | ------------ |
| 尹汝雋 | 윤여준（ユン・ヨジュン）     | 新政治推進委員会議長、前・環境部長官 |              |
| 朴虎君 | 박호군（パク・ホクン）       | 元・科学技術部長官                   |              |
| 金孝錫 | 김효석（キム・ヒョソク）     | 元・国会議員（16・17・18代）         | HP           |
| 李啓安 | 이계안（イ・ゲアン）         | 元・国会議員（17代）                 | HP           |
|        | 윤장현（ユン・ジャンヒョン） | 光州・全南ビジョン21理事長           |              |
| 金成植 | 김성식（キム・ソンシク）     | 元・国会議員（18代）                 | HP           |
|        | 홍근명（ホン・グンミョン）   | 前・蔚山市民連帯代表                 |              |

出典：

## 年表
- 2013年
  - 11月28日：「国民と共にする新政治推進委員会」結成
  - 12月9日：新政治推進委員会共同委員長4名を任命
- 2014年
  - 1月21日：安哲秀、3月までの新党結成と6月の統一地方選挙への参加を表明。
  - 2月16日：新党の名称を「新政治連合」に決定。
  - 2月17日：「新政治連合」結成発起人大会。安哲秀を中央運営委員会の委員長に選出。
  - 3月2日：民主党代表の金ハンギルと統合新党を結成することで合意。
  - 3月16日：新政治民主連合の創党発起人大会。中央運営委員長の安哲秀が金ハンギルと共に創党準備委員会の共同委員長に選出。
  - 3月25日：新政治連合中央運営委員会で結成準備委員会の解散を決議